# Pardachirus marmoratus
Pardachirus marmoratus es una especie de pez de la familia Soleidae en el orden de los Pleuronectiformes.

## Distribución geográfica
Se encuentran desde las costas del mar Rojo y del golfo Pérsico hasta Sudáfrica y Sri Lanka.

## Repelente de tiburones
La ictióloga estadounidense Eugenie Clark descubrió, durante una fase de su investigación, que un líquido lechoso secretado al contacto con este pez plano servía como repelente de tiburones. En pruebas realizadas en el océano, se comprobó que los tiburones evitaban comer Pardachirus marmoratus ofrecidos a través de una línea.